# Brycinus abeli
Brycinus abeli е вид лъчеперка от семейство Alestidae.

## Разпространение
Видът е разпространен в Централноафриканска република.

## Описание
На дължина достигат до 6,3 cm.